# Nagy Vilmos (festőművész)
Nagy Vilmos (Budapest, 1874. július 29. – Budapest, 1946. január 26.) festőművész.

## Életútja
Nagy László városi rendőr és Hamada Mária fiaként született. A budapesti Mintarajziskolában tanult, mestere Lotz Károly volt. A szünidőkben Hollósy Simon nagybányai festőiskoláját látogatta. Állami ösztöndíjjal tanult Hollandiában, később pedig Párizsban. 1895-ban kiállított a Műcsarnok Tavaszi Tárlatán. Már fiatalon hírnevet szerzett, szénrajzillusztrációi népszerűek voltak. 1909-ben közös kiállítása volt a Klotild-palotában Kisfaludi Strobl Zsigmonddal és Frecskay Endrével, 1910-ben pedig gyűjteményes kiállításon voltak láthatók a képei a fővárosban. Tárlatokon szerepelt Münchenban, Londonban, Helsinkiben, Oslóban, Stockholmban és Varsóban. Cigánylány című képével 1905-ben Pécsett ezüstérmet nyert. Mesternövendékként kapta meg 1908-ban a Nadányi-díjat, s még ugyanebben az évben egy londoni kiállításon aranyéremmel díjazták Ifjúság című képét. 1921-ben Interieur című képével elnyerte a kultuszminisztérium díját, 1922-ben a Tükör előtt című képével a Műcsarnok Halmos-díját, 1923-ban pedig Séta című képével a Fészek Műbarátok nagydíját. A Szépművészeti Múzeum számos alkotását őrzi. Halálát szívgyengeség okozta.

## Magánélete
Első felesége Bruckner Regina volt, akit 1909. június 2-án Budapesten, a Terézvárosban vett nőül. Néhány hónappal később megözvegyült. Második házastársa Szabó Erzsébet volt.